# Пало, Урве
Урве Пало (Urve Paris Palo) — эстонский политический деятель, министр народонаселения (2007—2009), министр предпринимательства и информационных технологий (2016—2018).

## Биография

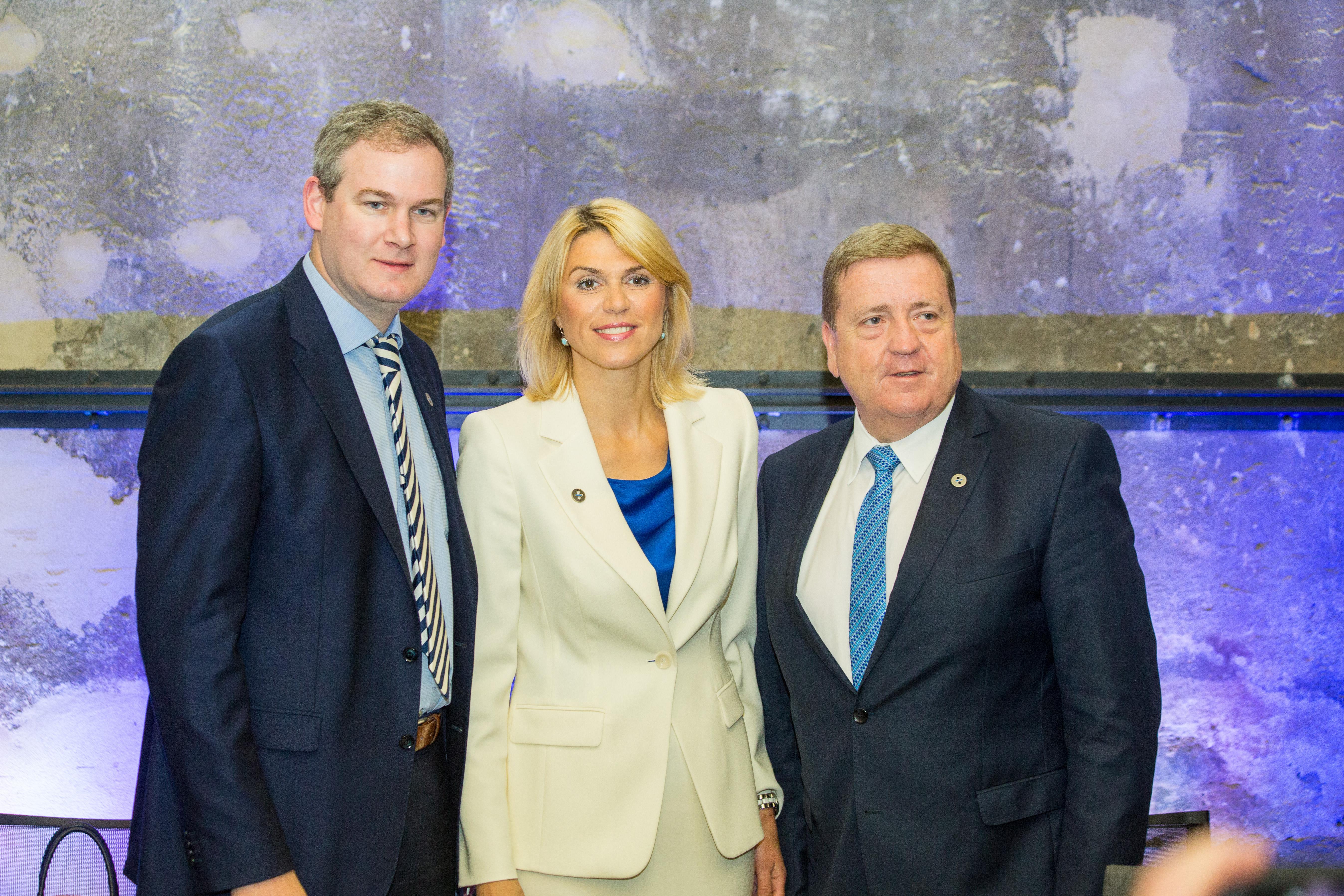
Ирландский министр Seán Kyne, Урве Пало и ирландский министр Pat Breen

Родилась 10 июля 1972 года в Хаапсалу.
Окончила Вярскую среднюю школу (1990) бакалавриат по экономике Тартуского университета (1994) и магистратуру Эстонской школы бизнеса по международному бизнес-менеджменту.
С 1993 года работала в строительной компании Saint-Gobain Ehitustooted AS, с 1993 г. президент.
В 2006 году вступила в Социал-демократическую партию и занялась политикой. Депутат Рийгикогу с 2011 по 2018 год.
С апреля 2007 по май 2009 года министр народонаселения.
С 9 апреля по 31 августа 2015 года министр предпринимательства. Подала в отставку из-за несогласия с коалицией с Партией реформ.
С 23 ноября 2016 года министр предпринимательства и информационных технологий. В июле 2018 года вышла из правительства и из партии, объявив о прекращении политической деятельности.
С июня 2019 года исполнительный директор фирмы Novoloto, которая действует в Эстонии под брендом Fenikss Casino (ей в том числе принадлежит и сеть казино Grand Prix).
В 2023 году вступила в партию Isamaa («Отечество»).
В 2011 году награждена французским Национальным орденом «За заслуги» (L’Ordre national du Mérite), который ей вручил посол Франции Фредерик Бийе. Степень ордена — «офицер».
2010 году приняла участие в телешоу «Танцы со звездами», её партнёром был Александр Макаров.
Муж — Янек Пало. Дочь Лаура (2005 г.р.) и сын Робин Леон (2013).